# Przyjaciel Dzieci (1861–1915)
Przyjaciel Dzieci – polski tygodnik o charakterze wychowawczo-edukacyjnym przeznaczony dla młodzieży, wydawany w latach 1861–1915 w Warszawie. Było to jedno z najważniejszych czasopism tego typu ukazujących się w drugiej połowie XIX i na początku XX wieku. Od 1871 roku wychodził z przeznaczonym dla młodszych dzieci dodatkiem „Światek Dziecięcy”, a w 1914 został podzielony na dwa oddzielne tytuły ("Przyjaciel Dzieci" i "Przyjaciel Młodzieży"). 

## Historia
W „Przyjacielu Dzieci” ukazywały się artykuły o tematyce historycznej, biograficznej, krajoznawczej i naukowej (dział „Nauki przyrodnicze i gawędy naukowe”, redagowany m.in. przez Adama Wiślickiego). Pismo miało rozbudowany dział beletrystyczny z poezją i prozą, na ogół o charakterze moralizatorskim, choć niektóre utwory miały też i walory literackie; z działem tym współpracowali m.in. Władysława Izdebska, Władysław Bełza, Jadwiga Papi. Redakcja dbała też o wysoki poziom edytorski i graficzny, współpracując m.in. z Franciszkiem Kostrzewskim, Juliuszem Kossakiem i Wojciechem Gersonem.Kolumnę popularnonaukową prowadził przez pewien czas Władysław Umiński.
Treści zamieszczane w czasopiśmie były zgodne ze zmianami kulturowymi, zachodzącymi w tym okresie, i nowymi tendencjami w zakresie wychowania. „Przyjaciel Dzieci” odgrywał istotną rolę w nauczaniu domowym w warunkach ograniczenia programu szkolnego w zaborze rosyjskim, kształtując obywatelską postawę i dostarczając wiedzy o polskiej historii i geografii.
Od stycznia 1914 roku, dotychczasowa publikacja „Przyjaciel Dzieci” została rozdzielona na dwa niezależne tygodniki z osobnymi redakcjami: „Przyjaciela Młodzieży”, przeznaczonego dla starszych dzieci w wieku od 10 do 16 lat oraz „Przyjaciela Dzieci”, skierowanego do czytelników w wieku 5–10 lat. Pierwszy z nich stanowił kontynuację głównego nurtu wcześniejszego tygodnika, natomiast drugi był zmodyfikowaną i poszerzoną wersją zlikwidowanego dodatku „Światek Dziecięcy”. Tak podzielone czasopisma, zachowując ciągłość (oznaczając rok 1914 jako 54. rocznik) ukazywały się do wiosny 1915 roku.

## Redakcja
Redaktorzy naczelni „Przyjaciela Dzieci”:
- 1861–1865 Fryderyk Henryk Lewestam
- 1865–1867 Władysław Ludwik Anczyc
- 1867–1890 Jan Kanty Gregorowicz
- 1890–1911 Jan Skiwski
- 1911–1913 W. Podwiński
- 1913–01.1914 Stefan Krzywoszewski (od stycznia 1914 Krzywonoszewski był redaktorem „Przyjaciela Młodzieży”)[2]
- 01.1914 Janina Porazińska[2]

Redaktorzy naczelni „Przyjaciela Młodzieży”:
- 01–05.1914 Stefan Krzywoszewski[2]
- 05–07.1914 Czesław Podwiński[2]